# Crossostylis multiflora
Crossostylis multiflora är en tvåhjärtbladig växtart som först beskrevs av Montr., och fick sitt nu gällande namn av Adolphe-Théodore Brongniart, Amp; Gris, Panch. och Sebert. Crossostylis multiflora ingår i släktet Crossostylis, och familjen Rhizophoraceae. Inga underarter finns listade i Catalogue of Life.